# Lijst van moskeeën in China
In China zijn in elke provincie, stadsprovincie en autonome regio moskeeën te vinden. Er zijn ongeveer 45.000 moskeeën verspreid over China. Hier volgt een incomplete lijst van moskeeën in China.
| Naam                   | Afbeelding | Stad      | Regio     | Inhuldiging | Stijl              | Opmerkingen                                     |
| ---------------------- | ---------- | --------- | --------- | ----------- | ------------------ | ----------------------------------------------- |
| Aidkahmoskee           |            | Kaxgar    | Xinjiang  | 1442        | Centraal-Aziatisch | Het is de grootste moskee in Kaxgar.            |
| Altynmoskee            |            | Yarkand   | Xinjiang  |             | Centraal-Aziatisch | In het hof van de moskee bevindt zich een graf. |
| Grote Moskee van Xi'an |            | Xi'an     | Shaanxi   | 8ste eeuw   | Chinees            | Het is een van de oudste moskeeën van China.    |
| Huaishengmoskee        |            | Guangzhou | Guangdong |             | Chinees            |                                                 |
| Moskee van Hotan       |            | Hotan     | Xinjiang  | 1870        | Centraal-Aziatisch |                                                 |
| Niujiemoskee           |            | Peking    | Peking    | 10e eeuw    | Chinees            |                                                 |